# Jajai járás
A Jajai járás (oroszul Яйский район) Oroszország egyik járása a Kemerovói területen. Székhelye Jaja.

## Népesség
- 1989-ben 26 759 lakosa volt.
- 2002-ben 24 982 lakosa volt.
- 2010-ben 20 383 lakosa volt, melynek 95,1%-a orosz, 1,5%-a tatár, 1,4%-a német, 0,5%-a ukrán stb.